# Autoserica consimilis
Autoserica consimilis är en skalbaggsart som beskrevs av Linell 1895. Autoserica consimilis ingår i släktet Autoserica och familjen Melolonthidae. Inga underarter finns listade.